# 结构性融资
结构性融资或结构性融资载体（structured finance or structured investment vehicle）是一個廣泛的術語，用來描述被創造來透過複雜的法律及公司實體以協助轉移風險的一塊金融領域。這種風險轉移被用於於貸款債券化的創造而未制止承保標準的下跌，從而造成了2000年中期的信貸泡沫，以及2007年至2008年的信貸崩潰和金融危機。
SIV的概念和分类（结构性融资载体）(Structured Investment Vehicle)本质上是一种投资公司或资产管理机构（SIV本质上其实是一种金融基础工具，银行存贷款、私人借贷……都可以说是SIV的基础形式，利用此原理银行、保险公司或资产管理投资公司最常用的方式是发行短期（主要是银行和金融机构）商业票据或短期理财产品（年化收益）、保险公司则是长期利用保险浮存金所产生的现金流（或利用未来现金流折现率发行中期商业票据或切割成小额再融资……），使用利率曲线套利策略（yield curve arbitrage）赚取不同期限固定收益产品之间的利差。通常SIV发行的短期债券为资产支持商业票据（asset backed commercial paper, ABCP）、资产支持中期票据（asset backed medium term note, ABMTN）等。而SIV购买的高等级中长期固定收益投资工具包括各种投资分级结构化票据（ABS、MBS和
CDO），或次级银行债券。SIV使用利率曲线套利的投资策略，套利策略中包含有杠杆。因为主要承担收益率曲线
变动的风险，因而必须对其资产结构中其他风险进行对冲。SIV倾向于在市场中性的环境中运作，同时对冲利率风险和汇率风险。近年来，这种工具大量激增，控制的资产达到数千亿美元。根据是否获得信用评级机构的全面评级，以及符合某些规定的严格程度，它们被分为结构性投资工具、简化型结构性投资工具(SIV-lites)和管道(conduits)。一般说来，结构性投资产品的资产包含以下几种产品：次级银行债务、高级债务抵押凭证（senior classes CDOs）、资产支持证券（ABS）、抵押支持证券（MBS）和AA级或A级投资级别的公司票据（corporate papers）和信托公司发行的大额信托票据等。在这些投资品种，SIVs更中意次级银行债，因为他们对这种产品比较熟悉，且该产品能够提供较高的收入。同时SIV也可以投资于少部分投资级别以下的资产，但整体组合的平均级别将超过AA级。在负债方面，SIV同CDO一样分为多个级别。其中，高级负债主要由AAA级资产支持商业票据（ABCP）和资产支持中期票据（ABMTN）构成，而这些负债通常是以多种货币，在不同国家或地区市场发行的；初级负债主要由投资性资产票据构成。而风险资产主要来自于SIV的担保人（sponsor）所提供的资产票据和部分股权，风险高、回报高。
SIV收益、风险、常用技术及结构改进，要利用SIV工具完成一次资产证券化投资或资产证券化再证券化，首先必须要学会利用杠杆技术，一般基金经理或信托机构都会把投资资产进行二次、三次……通常进行5-10倍的资金杠杆化而且会找担保机构为其做流动性担保（通常为其投资总资产的10%，常备流动资金或偿付基金）；目前对于SIV的风险主要还是在其投资的产品未来是否有足够的现金流以及风险控制措施是否到位、还有就是偿付风险（偿付时间配对）。SIV最基础的技术就是利用低息（银行）、无息资金（信用卡、商业保险浮存金）、短期商业票据或短期理银行财投资集合项目募集所需资金投资中长期高收益或有持续现金流的项目（通常为了保持充足的现金流会把资金分成N个份额投资多个项目或票据）；在投资产品偿付前三个月，基金经理通常会对一些高风险的项目避险对冲，如100W的投资项目到期前三个月会发生偿付延期通常基金经理会再此进行募集或者把优良资产剩余时间和份额分割出来进行再融资（用于偿付到期产品或进行新一轮投资）、重新设计时间和资金投资结构并计算出最大回报率以及最优化分配未来现金流，保障其基金资产池的现金流和总体回报率稳定。对于SIV的融资结构设计其实也并没有统一的标准，关键还是在于资产支持管道（asset backed conduit）的设计，保证充足的现金流和增强其流动性（大额票据分成小额转让再融资）；也可以利用一些另类投资工具，比如：分级基金（上层可以用借款形式分成若干份额和下层资金量少得投资者进行再融资，用利息回报率折价再融资不断进行往返投资）、众筹融资（资金项目分成若干份，每份都包含有所有投资人的资金份额，投资N个项目，平均项目回报率20%，可找担保方但费率不超过平均项目每个回报率的10%，也就是1%，按项目损失个数和回报率比例赔偿损失，1个项目损失赔偿20%，两个项目损失每个项目补偿5%，依次类推。当然担保也可以是双向的，项目方也可以和投资方一样找担保公司或买保险（SIV项目的“管道”。），如项目方违约（会影响信誉和经后的项目产品评级，还是必须要找担保方或保险方增强信誉。)则补足损失不用对投资方进行赔付，如有其它项目违约则还是要对投资方进行赔偿。